# Eugenius Willem van Württemberg

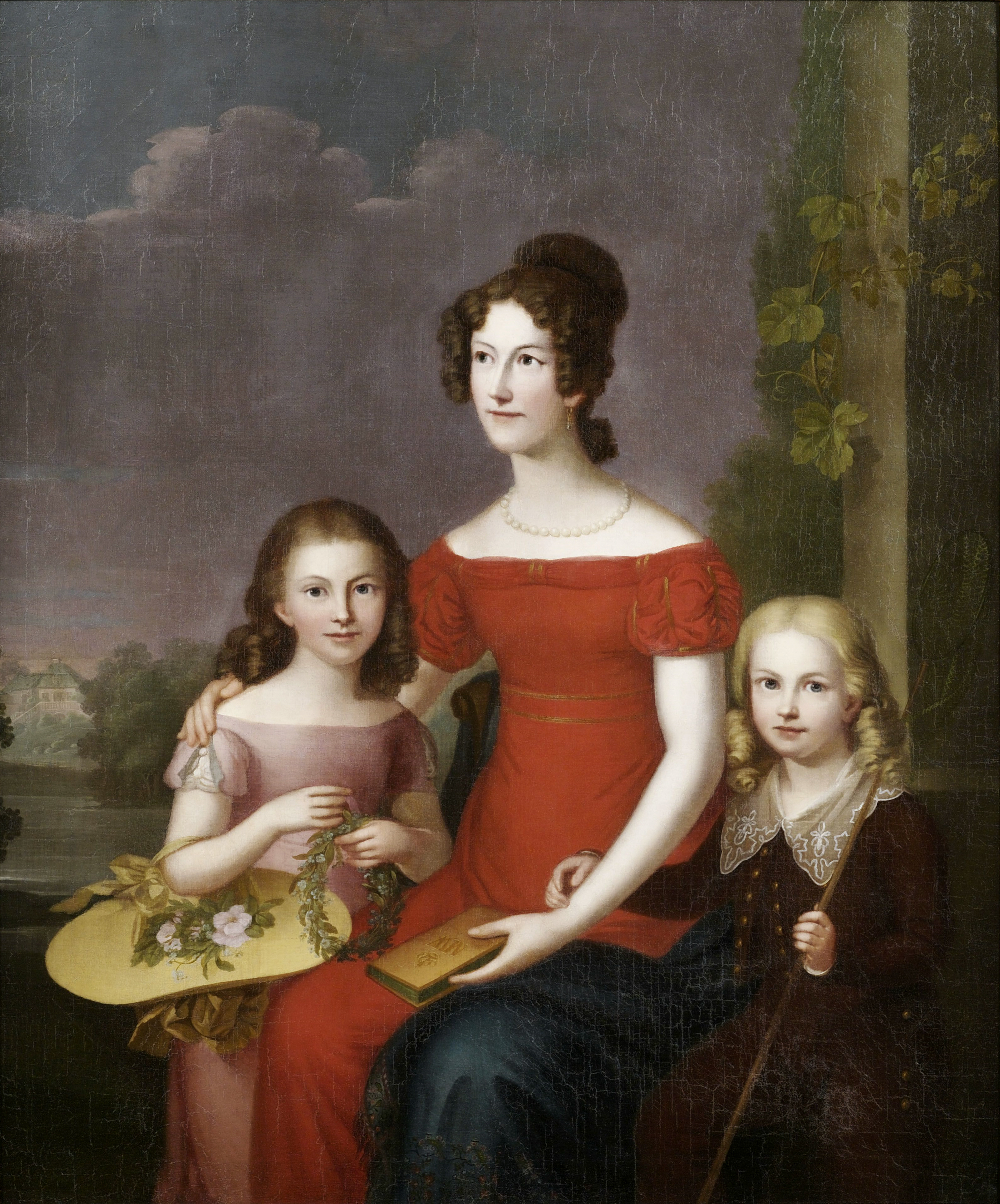
Eugenius, rechts, met zijn moeder en oudere zuster Marie

Eugenius Willem Alexander Erdmann van Württemberg (Bad Carlsruhe, 25 december 1820 - Karlsruhe, 8 januari 1875 was een hertog uit het huis Württemberg.
Hij was het tweede kind en de oudste zoon van hertog Eugenius van Württemberg en Mathilde van Waldeck-Pyrmont. Hij werd commandant van de Westfaalse huzaren.
Hij trouwde op 15 juli 1843 met Mathilde van Schaumburg-Lippe, dochter van George Willem van Schaumburg-Lippe en Ida van Waldeck-Pyrmont. Het paar had de volgende kinderen:
- Wilhelmina (1844-1892)
- Eugenius (1846-1877)
- Pauline (1854-1914)

Hij stierf op 54-jarige leeftijd. Op dat moment was hij tweede in lijn voor de Württembergse troon, na de latere koning Willem II van Württemberg.